# سعید بن مکتوم آل مکتوم
شیخ سعید بن مکتوم بن حشر آل مکتوم (۱۸۷۸ - ۹ سپتامبر ۱۹۵۸) (عربی: سعید بن مكتوم آل مكتوم) طولانی‌ترین فرمانروای دبی از سال ۱۹۱۲ تا زمان مرگش در سال ۱۹۵۸ بود.رونق مروارید و از طریق رکود طولانی و دشواری که پس از فروپاشی بازار مروارید ایجاد شد، دبی را به یک مرکز تجاری فعال تبدیل کرد که بازار‌ها و فرصت‌های اقتصادی جدیدی را ایجاد کرد علی رغم ادامه سنت طولانی حاکمان لیبرال و تجارت‌گرا، او با فشار تعدادی از چهره‌های برجسته در دبی برای اصلاح حکومت شهر مواجه شد و در نهایت مجبور شد آنچه را که به یک شورش فعال علیه حکومت او تبدیل شد، سرکوب کند در زندگی بعدی او بسیاری از مسئولیت‌های پیشبرد رشد اقتصادی دبی را به پسرش رشید واگذار کرد.

## خانواده
سعید با شیخه حصه بنت المر، مادر همه فرزندانش به جز کوچکترین فرزندش احمد، ازدواج کردسعید بار دوم با شیخه فاطمه بنت احمد بن سلیمان ازدواج کرد. 

## مرگ
شیخ سعید در اوایل صبح ۱۰ سپتامبر ۱۹۵۸ در سن ۸۰ سالگی درگذشت و پسر بزرگش شیخ راشد بن سعید آل مکتوم جانشین وی شد. دو ماه پس از مرگ سعید، همسر دوم او پسری به نام شیخ احمد بن سعید آل مکتوم در اول دسامبر همان سال به دنیا آورد شیخ احمد امروز به عنوان رئیس و مدیر عامل شرکت هواپیمایی امارات فعالیت می‌کند.